# George Andrie
George Andrie (Grand Rapids, 20 de abril de 1940 – 21 de agosto de 2018) foi um jogador estadunidense de futebol americano, que atuou como Tight end.

## Carreira
Oriundo da Universidade Marquette, George Andrie foi campeão da temporada de 1971 da National Football League jogando pelo Dallas Cowboys.